# Пётр Кривонос (станция)
Пётр Кривонос — промежуточная станция Киевского железнодорожного узла Юго-Западной железной дороги, линия Киев — Мироновка. Расположена между остановочной платформой Проспект Науки и платформой Лесники.
Расположена вдоль улицы Пироговский шлях и Столичного шоссе. Станция расположена на улице Охотничий переулок (именно по этой улице возможен подъезд к станции).
Станция возникла во время прокладывания железной дороги Киев — Мироновка в начале 1980-х годов, названа в честь бывшего руководителя Юго-Западной железной дороги Петра Фёдоровича Кривоноса.